# Henderson M. Jacoway

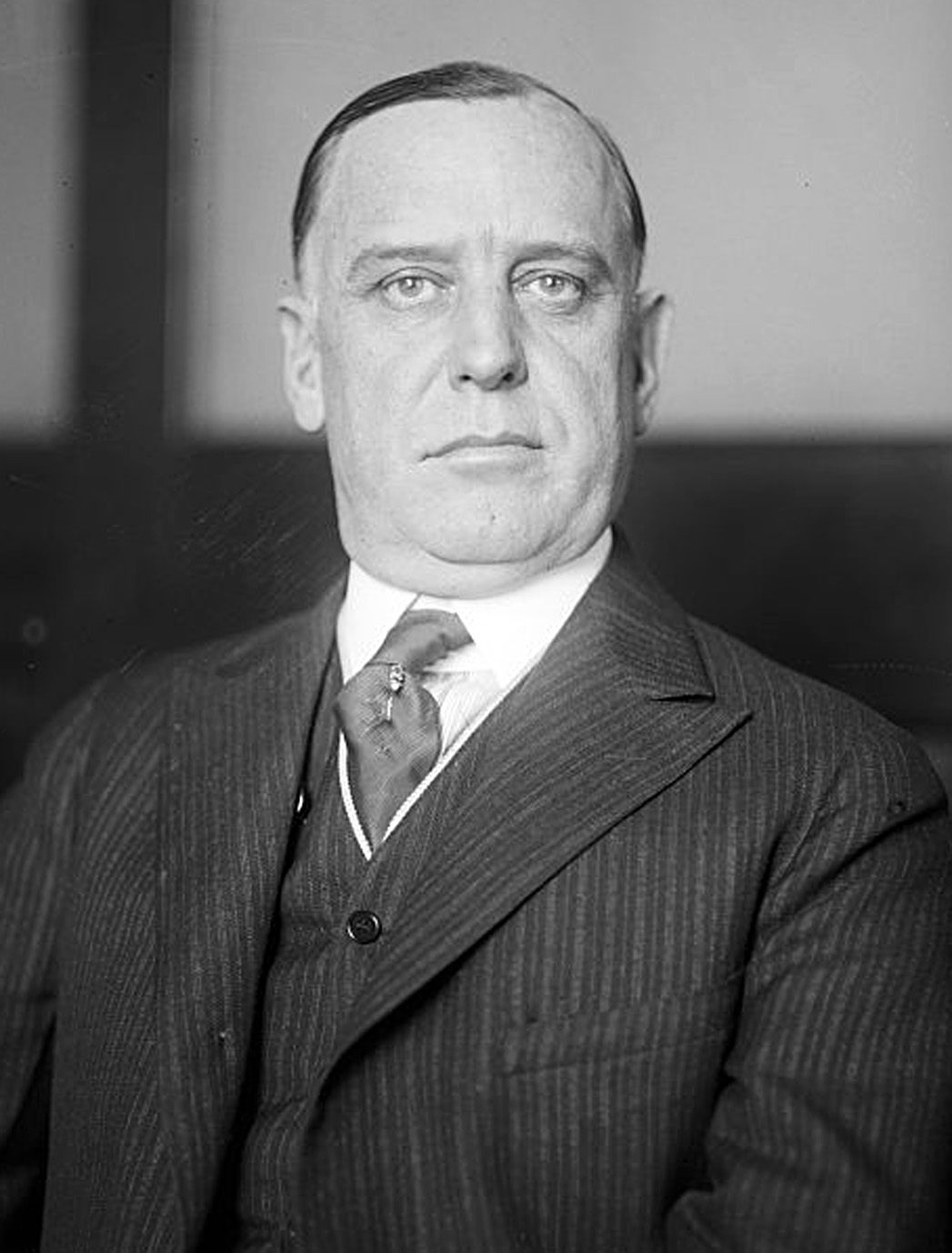
Henderson M. Jacoway

Henderson Madison Jacoway (* 7. November 1870 in Dardanelle, Yell County, Arkansas; † 4. August 1947 in Little Rock, Arkansas) war ein US-amerikanischer Politiker. Zwischen 1911 und 1923 vertrat er den fünften Wahlbezirk des Bundesstaates Arkansas im US-Repräsentantenhaus.

## Werdegang
Henderson Jacoway besuchte bis 1887 die Dardanelle High School und danach bis 1892 das Winchester Normal College in Winchester (Tennessee). Nach einem Jurastudium an der Vanderbilt University in Nashville und seiner im Jahr 1898 erfolgten Zulassung als Rechtsanwalt begann er in seinem Heimatort Dardanelle in seinem neuen Beruf zu praktizieren. Damals war er Sekretär der Dawes-Kommission, die sich mit der Landaufteilung im damaligen Indianergebiet befasste.
Zwischen 1904 und 1908 war Jacoway Staatsanwalt im fünften Gerichtsbezirk von Arkansas. Er wurde Mitglied der Demokratischen Partei und gehörte von 1910 bis 1912 deren Vorstand in Arkansas an. 1910 wurde er im fünften Distrikt von Arkansas in das US-Repräsentantenhaus in Washington, D.C. gewählt, wo er am 4. März 1911 Charles C. Reid ablöste. Nach fünf Wiederwahlen konnte Jacoway bis zum 3. März 1923 insgesamt sechs Legislaturperioden im Kongress absolvieren.
Im Jahr 1922 verzichtete er auf eine erneute Kandidatur. Er zog nach Little Rock, wo er zwischen 1923 und 1929 Vizepräsident der People’s Savings Bank war. Danach arbeitete er wieder als Anwalt. Von 1936 bis 1945 war Jacoway regionaler Berater des Sozialversicherungsausschusses für die Staaten Arkansas, Missouri, Oklahoma und Kansas. Er starb im August 1947 in Little Rock und wurde dort auch beigesetzt.